# Biskopssten
Biskopssten är ett skär i Vårdö kommun på Åland. Skäret ligger i Västra fjärden i Skärgårdshavet. Biskopsstens area är 0,9 hektar och dess största längd är 120 meter i sydväst-nordöstlig riktning. Terrängen på Biskopssten består av klipphällar med gräs och enstaka buskar i skrevorna.
Biskopssten har Vibbo i norr, Börsskär i öster, Hästskär i syd, Hullvik holmen i sydväst samt Lövö och Sandö i väster.